# Немецкая национальная народная партия
Немецкая национальная народная партия (НННП, нем. Deutschnationale Volkspartei, сокр. DNVP) — националистическая консервативная партия в Германии, во времена Веймарской республики, программа которой включала элементы национализма, национал-либерализма, антисемитизма, монархический консерватизм и немецкое народничество (фёлькише), на что и отсылает название партии. Немецкое народничество (фёлькише), в отличие от российского народничества, характеризовалось радикальным этническим национализмом и элитаризмом (это противопоставлялось французскому либерализму).
Национальная народная партия в 1920-х годах являлась главной правой и националистической партией в Веймарской Германии и состояла из националистов, реакционных монархистов, народников и антисемитов. Изначально была явно антиреспубликанской и поддержала путч Каппа в 1920 году, но с середины 1920-х годов стала более умеренной и начала активно участвовать в правительствах земель и Германской республики. Однако после поражения на выборах 1928 года и избрания лидером издателя Альфреда Гугенберга партия вернулась к крайне националистическим взглядам. Под влиянием Гугенберга партия стала тесно сотрудничать с набирающей силу НСДАП, что не спасло её от снижения популярности. После самороспуска в июне 1933 года депутаты рейхстага от НННП присоединились к фракции НСДАП. Поддерживалась Пангерманским союзом.

## Партийная программа
В целом программа Национальной народной партии была направлена на восстановление довоенных условий. Ключевые требования были опубликованы в газетах Hugenberg-Konzerns большим тиражом.
Внутренняя политика
- Защита интересов крупных землевладельцев и тяжёлой промышленности.
- Восстановление монархии, необходимость сильного руководителя (рейхспрезидента).
- Независимая профессиональная государственная служба.
- «Сильный немецкий дух» против «ненемецкого духа» и «против господства евреев в государственной и общественной жизни, которое после революции становилось всё более пагубным»[17].

Внешняя политика
- Колониальный и договорный ревизионизм: отмена Версальского договора с возвращением территорий, уступленных после Первой мировой войны, в том числе, немецких колоний.
- «Народное единство всех немцев дома и за границей».

## Члены, сторонники и избиратели
Немецкая национальная народная партия основывала свою программу на народном национализме, национальном консерватизме, монархизме, антисемитизме, идей консервативной революции и отчасти на идеях Фёлькише. Партию поддерживали прежде всего крупные землевладельцы Заэльбья, дворяне и бывшие офицеры имперской армии и флота. Также в её электорат входили лица свободных профессий, интеллектуалы, государственные служащие, фермеры, часть рабочих и «белые воротнички». Это объясняет, почему партия в период своего расцвета в середине 1920-х годов была второй по популярности в Германии после СДПГ, получая две трети голосов на парламентских выборах в некоторых округах Померании. В 1919 году НННП насчитывала около 350 000 членов и смогла увеличить их число примерно до 950 000 к 1923 году. Партия, многие члены и сторонники которой были против права женщин голосовать, в итоге извлекла большую выгоду из введения в Веймарской республике женского избирательного права, сумев привлечь на свою сторону немало избирательниц. Пика популярности НННП достигла на выборах в декабре 1924 года, после чего количество её членов и сторонников стало падать.
Самыми известными среди основателей были Оскар Хергт (бывший министр финансов Пруссии), Альфред фон Тирпиц (гроссадмирал и основатель германского морского флота), Вольфганг Капп (журналист и инициатор капповского путча в марте 1920 года), Альфред Гугенберг (до 1918 года председатель правления Friedrich Krupp AG, затем владелец медиа-империи), Карл Гельферих (бывший статс-секретарь имперского министерства финансов, который из либерала превратился в одного из самых яростных немецких националистов), а также правовед Иоганн Виктор Бредт, юрист и депутат Герман Дитрих, депутат Зигфрид фон Кардорф, землевладелец и фабрикант Мартин Шиле, профсоюзный деятель Вильгельм Вальбаум, депутат Фердинанд Вернер, граф Куно фон Вестарп (юрист и государственный служащий), Кете Ширмахер (публицист и писатель, ранее придерживавшаяся радикальных взглядов активистка движения за права женщин) и теологи Готфрид Трауб и Рейнхард Мумм.
Враждебно относясь к республиканской Веймарской конституции, крайне националистическая и реакционная НННП большую часть межвоенного периода провела в оппозиции. Пользуясь поддержкой крупных землевладельцев и богатых промышленников, она изначально стояла за восстановление немецкой монархии и выступала решительно против Версальского договора. Партия принадлежала к правоконсервативному спектру партийной системы. Однако, в отличие от консерваторов кайзеровской эпохи, они смогли расширить свою социальную базу и, помимо своих опорных пунктов в сельскохозяйственных районах Заэльбья (Мекленбург, Бранденбург, Померания, Восточная Пруссия), также завоевать избирателей в городах, в низших и средних классах. В первые годы НННП сотрудничала с более умеренной национал-либеральной Немецкой народной партией (ННП), при этом активно борясь с республикой и выделяясь яростной полемикой против представителей нового демократического государства, в первую очередь против рейхспрезидента Фридриха Эберта и, ставших позднее жертвами убийц, министра иностранных дел Вальтера Ратенау и рейхсминистра финансов Маттиаса Эрцбергера. Столкнувшись с падением популярности в конце 1920-х, партия вступила в союз с нацистами.

## История

### Основание

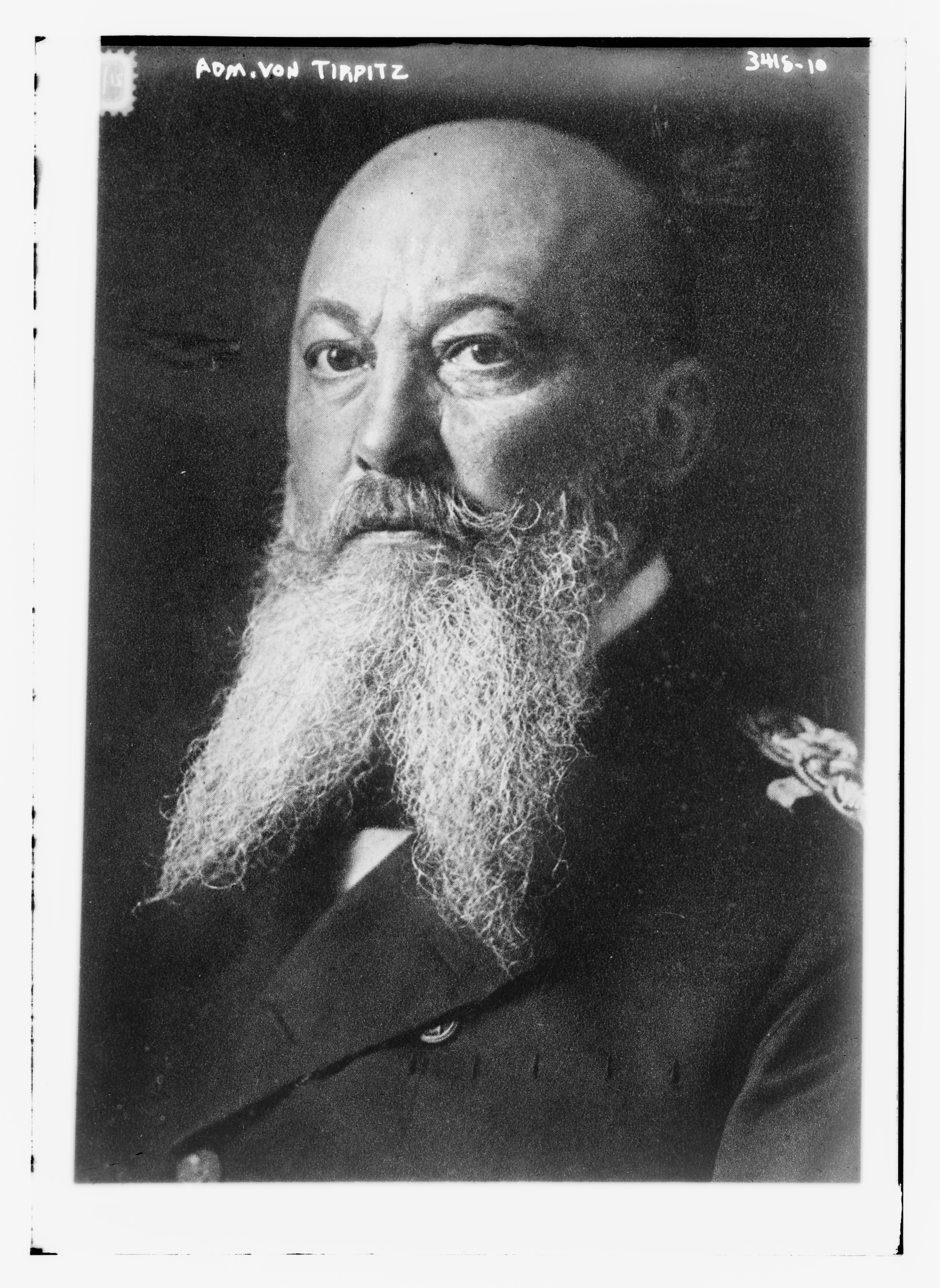
Альфред фон Тирпиц

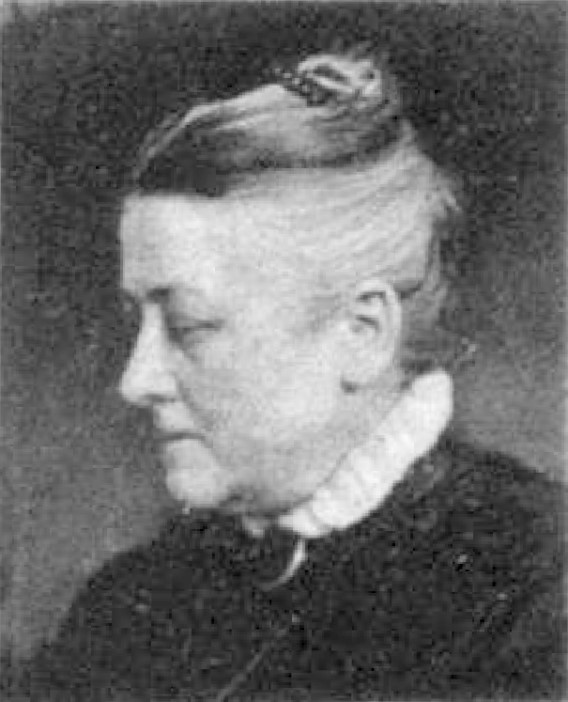

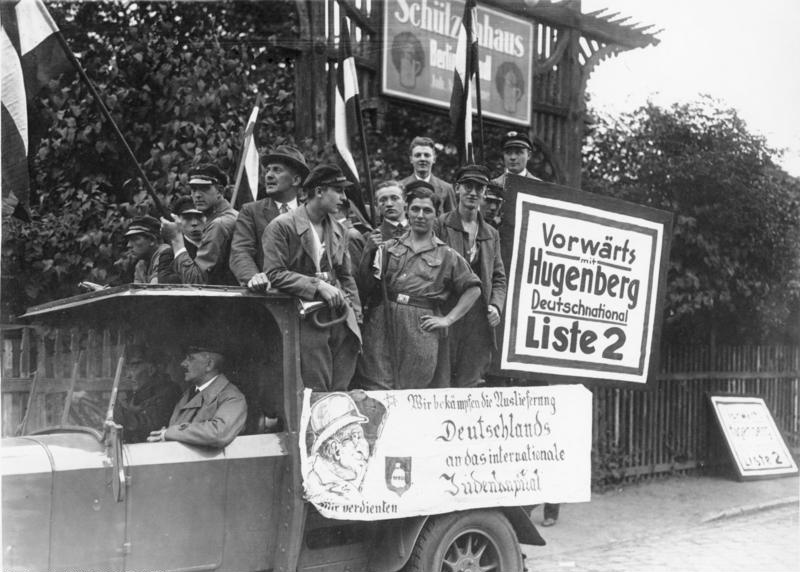
Антисемитский лозунг НННП во время выборов в 1930 году

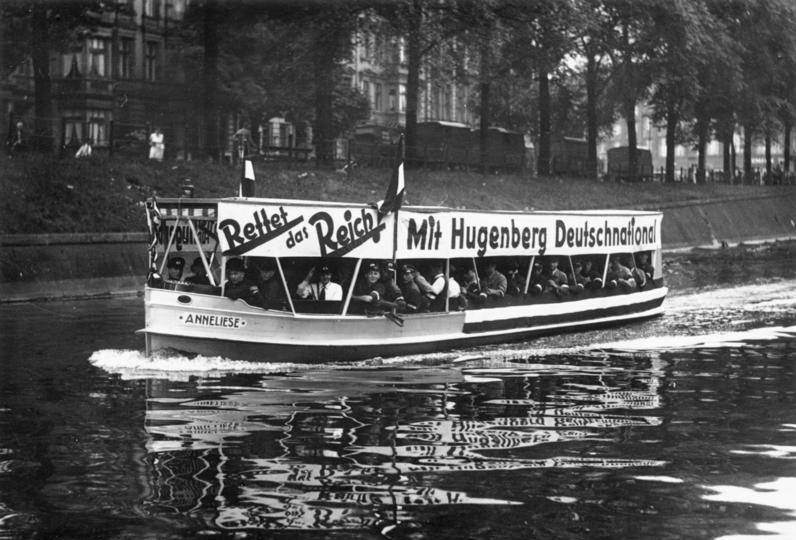
Кампания по выборам в Рейхстаг в июле 1932 года.

Немецкая национальная народная партия была основана 24 ноября 1918 года, почти сразу после победы Ноябрьской революции, путём слияния Немецкой консервативной, Свободно-консервативной, Немецкой отечественной, Немецкой народной, Христианско-социальной партий и части правого крыла Национал-либеральной партии, действовавших в Германской империи. В 1922 году большая часть антисемитских сил внутри партии отделилась и основала Немецкую национальную партию свободы (Deutschvölkische Freiheitspartei) вместе с рядом организаций, ориентированных на «немецкое народничество».
Первым председателем партии стал юрист Оскар Хергт. Граф Куно фон Вестарп, сыгравший важную роль в переговорах о создании НННП, в итоге не стал подписывать учредительный призыв из-за своего участия в военной политике. Другими ведущими лицами партии в первые дни её существования были экономист и банкир Карл Гельферих и адмирал Альфред фон Тирпиц. Несмотря на всю преемственность с ранее существовавшими партиями, одно важное новшество послевоенного периода стало очевидным сразу после основания НННП: хотя большинство консерваторов высказывались против избирательного права для женщин, они быстро согласились, когда оно было введено в Веймарской республике в 1918 году. Более того, среди основателей партии была женщина, Маргарет Бем, учительница и общественный деятель.

### 1920-е годы
Многие члены НННП сочувствовали Каппу и другим путчистам в марте 1920 года, тем более что сам Капп был членом партии. Но открытую поддержку путчисты получили лишь от некоторых партийцев, в основном от юнкеров Заэльбья. После того, как переворот с треском провалился, руководство партии, пытаясь избавить НННП от любых подозрений в причастности к заговору, попыталось дистанцироваться от правых экстремистов и депутатов-антисемитов, близких к Фрайкору. Несмотря на это НННП не смогла полностью реализовать свой избирательный потенциал на выборах в Рейхстаг 1920 года: многие из её сторонников предпочли проголосовать за лояльную государству ННП. Исключение из парламентской группы НННП депутата-антисемита Вильгельма Хеннинга, который ранее публично угрожал Ратенау, привела к тому, что партию в знаки солидарности с ним покинули депутаты Альбрехт фон Грефе и Райнхольд Вулле. В декабре 1922 года антисемитские и связанные с Фрайкором части партии отделилась от НННП и образовали свою организацию.
В середине 1920-х годов падение популярности левых и либералов позволило НННП внести свой вклад в правительства различных коалиций (первый кабинет Лютера I в 1925 году, третий и четвёртый кабинеты Маркса в 1926 и 1927 годах). Партию в правительстве представляли Отто фон Шлибен (рейхсминистр финансов), Альберт Нойхаус (рейхсминистр экономики), Оскар Хергт (вице-канцлер и рейхсминистр юстиции), Вальтер фон Койдель и Мартин Шиле (рейхсминистры внутренних дел), Готфрид Тревиранус и Вильгельм Кох (рейхсминистры транспорта). В ряде федеральных земель (включая Баварию, Бремен, Мекленбург-Шверин, Мекленбург-Стрелиц, Саксонию и Вюртемберг) НННП пришла к власти в составе коалиций.
После неудачи на выборах в рейхстаг 1928 года, на которых доля голосов, отданных партии, упала почти на треть, и НННП утратила статус второй по силе партии рейхстага, лидером партии был избран медиа-магнат Альфред Гугенберг, лидер крыла жёсткой линии. Новый председатель инициировал сдвиг вправо, отказавшись от монархического курса своих предшественников в пользу более жёсткого национализма. Это привело к тому, что умеренные политики, такие как предыдущий председатель партии фон Вестарп или Тревиранус были вынуждены покинуть НННП. Их попытки расколоть партию или хотя бы перетянуть часть депутатов и избирателей в созданную ими Консервативную народную партию по большому счету провалились. Христианская национальная партия крестьян и сельских жителей (также известная как Партия сельских жителей), ещё один проект умеренных консерваторов, вышедших из НННП из-за оппозиции Альфреду Гугенбергу, возникла ещё до выборов 1928 года. В декабре 1929 года 9 депутатов от Партии сельских жителей, ранее не входивших в парламентскую фракцию Национальной народной партии, вместе с 12 депутатами, вышедшими из фракции НННП, образовали в рейхстаге Христианско-национальную рабочую группу. В результате чисток и расколов любая внутрипартийная оппозиция теперь уже открыто антиреспубликанскому курсу Гугенберга стала невозможной. Отныне о парламентском сотрудничестве с партиями, признававшими Веймарскую конституцию, не могло быть и речи.
Как на федеральном, так и на земельной уровнях, Национальная народная партия практиковала заключение союзов с близкими по духу партиями. Например, в Рейхстаге и в ландтагах ряда земель НННП сформировала парламентскую группу с членами Сельского союза, которые были избраны по их собственным спискам от региональных отделений союза, в том числе, в Гессене, Тюрингии и Вюртемберге. В Вюртемберге НННП участвовала в выборах под названием Вюртембергская гражданская партия, в Баварии — как Баварская средняя партия. Действовала НННП и за пределами Германии, в Вольном городе Данциг. В Австрии существовала Великогерманская народная партия, тесно связанная с НННП.
В 1929 году партия приняла активное участие в борьбы против нового плана репарационных выплат Германии — «Плана Юнга» (1929), — пойдя ради этого на союз с Национал-социалистической немецкой рабочей партией (НСДАП). Всё это не принесло партии успехов. Она быстро теряла популярность, так как многие рабочие и крестьяне стали поддерживать более популистскую и менее аристократическую НСДАП.

### 1930-е годы
В октябре 1931 года НННП, НСДАП и военизированная организация «Стальной шлем» сформировали противоречивый союз, известный как Гарцбургский фронт. Национальная народная партия надеялась контролировать НСДАП через эту коалицию и обуздать экстремизм нацистов, но пакт только укреплял НСДАП, давая ей доступ к финансированию и политической респектабельности. Несмотря на все предпринимаемые меры, популярность и влияние партии падали. В следующем году НННП стала единственной крупной партией, которая поддерживала Франца фон Папена в его коротком пребывании на посту канцлера.

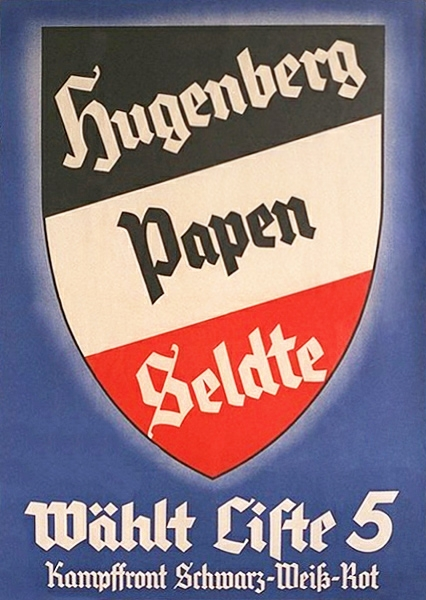
Плакат националистической «Чёрно-бело-красной» коалиции с участием НННП, с фамилиями лидеров: Альфред Гугенберг, Франц фон Папен и Франц Зельдте

30 января 1933 года НННП вошла в кабинет Гитлера. В так называемом правительстве национальной концентрации — первом правительстве Адольфа Гитлера — партия оказалась в качестве младшего партнера НСДАП по коалиции. Всего националисты получили в нём 3 министерских портфеля, правда два из них достались беспартийным, Франц фон Папен стал вице-канцлером и комиссаром Пруссии, а Франц Зельдте из «Стального шлема» — министром труда. Лидер НННП Гугенберг возглавил одновременно министерство экономики и министерство продовольствия и сельского хозяйства. На выборах в марте 1933 года Национальная народная партия баллотировалась вместе со «Стальным шлемом» под названием «Боевой чёрно-бело-красный фронт», сумев сохранить свои 52 места в рейхстаге. Председатель НННП Гугенберг продолжил коалицию с гитлеровской НСДАП. Позднее партия поддержала закон, который наделил правительство Гитлера чрезвычайными полномочиями. Вскоре после этого, 27 июня 1933 года НННП самораспустилась, члены вынуждены были вступить в НСДАП или уйти из политической жизни в целом. 
5 мая 1933 года Национальная народная партия была переименована в Немецкий национальный фронт (Deutschnationale Front). Примерно в это же время Гитлер сказал Гугенбергу, что хочет включить НННП в НСДАП, от чего Гугенберг отказался. Во время всемирной Лондонской экономической конференции в июне 1933 года Гугенберг выступил с речью, в которой отверг свободную торговлю и настаивал на возвращении немецких колоний в Африке и заселения немцами территорий на Востоке. Однако агрессивные речи такого рода не устраивали Гитлера на этапе тайного перевооружения и успокаивающих «мирных речей», и Гугенберг оказался на грани отставки. Таким образом, «концепция приручения» Гитлера со стороны руководителей НННП потерпела неудачу.
Тем временем, Немецкий национальный фронт разваливался. Члены рейхстага Эдуард Штадтлер и Мартин Шпан ушли в НСДАП. 21 июня националистические организации молодёжи и самообороны (в том числе Kampfring junger Deutschnationaler) были распущены как якобы коммунистические и социал-демократические. Отдельные ассоциации земель и округов отреагировали самороспуском. Наконец, 27 июня 1933 года Национальная народная партия самораспустилась под давлением НСДАП. Депутаты рейхстага от НННП сразу же влились во фракцию НСДАП.

### После 1933 года
Неясно, в какой мере самороспуск, осуществлённый руководством партии, соответствовал позиции её членов. Известно, что после мартовских выборов сформировались противоположные мнения: некоторые хотели дождаться запрета, надеясь на помощь рейхспрезидента или рейхсвера, или потому что считали различия между национал-народным и националом-социалистическим мировоззрением непреодолимыми. Другие настаивали на быстром самороспуске, полагая что любое дальнейшее сопротивление бессмысленно. Третьи выступали за активное слияние с НСДАП, считая, что разногласия между партиями не имеют значения. Спор о неизбежности самороспуска продолжался (по крайней мере) до осени 1935 года.
Дальнейшая судьба членов Национальная народная партия различна. Так, Альфред Гугенберг остался депутатом рейхстага. После войны он был задержан англичанами и в 1949 году признан «попутчиком», не несущим правовой ответственности за нацистские преступления. Фердинанд Вернер с 1933 по 1942 года возглавлял Имперскую ассоциацию немецких горных и туристических клубов, откуда при нём были исключены все неарийцы. После окончания Второй мировой войны в 1949 году он был денацифицирован как «совершивший малозначительные нарушения» и работал историком, оставаясь членом Гессенской исторической комиссии в Дармштадте. Бывший председатель НННП граф фон Вестарп после прихода к власти национал-социалистов отошёл от политической жизни. Теолог Готфрид Трауб был стойким противником национал-социализма и выступал против его антихристианских тенденций, за что подвергся преследованиям. Издаваемый им журнал был закрыт, а его работы запрещались и конфисковывались. Целый ряд членов и сторонников НННП, включая Карла Фридриха Гёрделера, Эвальда фон Клейст-Шменцина, Фердинанда фон Люнинка, Фрица Гёрделера, Ульриха фон Хасселя, Роберта Лера и Пауля Лежен-Юнга активно участвовали в сопротивление национал-социализму, в частности, в заговоре 20 июля 1944 года.

## После Второй мировой войны
Уже осенью 1945 года в британской оккупационной зоне предпринимались попытки возродить Национальную народную партию, пусть и под другим названием. Самая удачная из них была предпринята в июне 1946 года, когда в результате слияния трёх мелких групп — Немецкой консервативной партии (Deutsche Konservative Partei), Немецкой партии строительства (Deutsche Aufbaupartei) народника Райнхольда Вулле и Немецкой крестьянской и сельской партии (Deutsche Bauern- und Landvolk Partei) была создана национально-консервативная Немецкая консервативная партия — Немецкая правая партия Программа партии основывалась на идеях известного журналиста Ханса Церера, в 1920-х годах связанного с медиа-концерном Альфреда Гугенберга, а возглавлял её коммерсант Вильгельм Егер, в 1920-х состоявший в НННП. Программа новой партии была более умеренной, чем у НННП. Очистившись от искушений крайнего национализма и антисемитизма, правые консерваторы хотели установить парламентскую монархию в единой Германии, интегрированной в Европу на христианских этических основах.
Партия, первоначально задуманная как продолжение НННП, просуществовала недолго. Начиная с 1948 года в неё начинают активно вступать бывшие нацисты и вскоре она раскололась на два крыла: национально-консервативное и этно-националистическое. Программа стала меняться в сторону неонацизма,, а умеренные члены стали уходить, чтобы присоединиться к Немецкой партии. На федеральных выборах 1949 года в первый Бундестаг партия получила 1,8 % голосов по всей стране и пять мест от Нижней Саксонии, где она набрала 8,1 % голосов. Уже в конце 1949 года часть деятелей и членов радикального крыла — прежде всего из Нижней Саксонии — вышли из партии и образовали Социалистическую имперскую партию, которая была запрещена в 1952 году. В 1950 году Немецкая правая партия Нижней Саксонии объединилась с рядом второстепенных ультраправых групп в Немецкую имперскую партию. Оставшиеся, в основном члены партии из Северного Рейн-Вестфалии, Шлезвиг-Гольштейна и Гамбурга, продолжили действовать как «Национальные правые» (Nationale Rechte) и, наконец, в 1954 году присоединились в основном к Свободной демократической партии и Немецкой партии.
В сентябре 1962 года бывший член Бундестага от СвДП и Немецкой партии Генрих Фассбендер, который ранее был членом НННП, вместе с несколькими национал-консервативными единомышленниками основал новую Национальную народную партию. Не добившись успехов, Фассбендер уже в 1964 году влился в недавно созданную Национально-демократическую партию Германии.

## После 1933 года
В июне 1946 года в результате слияния трёх мелких групп — Немецкой консервативной партии (Deutsche Konservative Partei), Немецкой партии строительства (Deutsche Aufbaupartei) народника Райнхольда Вулле и Немецкой крестьянской и сельской партии (Deutsche Bauern- und Landvolk Partei) была создана национально-консервативная Немецкая консервативная партия — Немецкая правая партия Программа партии основывалась на идеях известного журналиста Ханса Церера, в 1920-х годах связанного с медиа-концерном Альфреда Гугенберга, а возглавлял её коммерсант Вильгельм Егер, в 1920-х состоявший в НННП. Партия просуществовала недолго. Первоначально задуманная как продолжение НННП, она вскоре привлекла ряд бывших нацистов, и её программа изменилась в сторону более неонацизма,, в то время как умеренные члены стали уходить, чтобы присоединиться к Немецкой партии. На федеральных выборах 1949 года в первый Бундестаг партия получила пять мест,. Вскоре в ней произошёл раскол, ряд её деятелей и членов перешли в Социалистическую имперскую партию, часть создали с рядом второстепенных ультраправых групп Немецкую имперскую партию. Оставшиеся продолжали действовать как «Национальные правые» (Nationale Rechte) и, наконец, в 1954 году присоединились к Свободной демократической партии.
В 1962 году было объявлено о возрождении Немецкой народной национальной партии, но вскоре новая НННП влилась в Национально-демократическую партию Германии.

## Председатели партии
- 19 декабря 1918 — 23 октября 1924 — Оскар Хергт[нем.] (1869—1967).
- 3 февраля 1925 — 24 марта 1926 — Иоганн Фридрих Винклер[нем.] (1856—1943; управляющий с 23 октября 1924 года).
- 24 марта 1926 — 20 октября 1928 — граф Куно фон Вестарп (1864—1945).
- 20 октября 1928 — 27 июня 1933 — Альфред Гугенберг (1865—1951).

## Родственные организации
С НННП были тесно связаны и участвовали в её работе молодёжная организация Бисмаркюгенд, женская организация Союз королевы Луизы (неофициально), военизированные организации «Стальной шлем» и «Кампфстаффельн». Также НННП пользовалась всесторонней поддержкой влиятельного идеологического центра Пангерманский союз, Немецкой национальной ассоциации служащих (союз служащих коммерческих организаций, основанный в 1893 году и выполнявший также профсоюзные функции) и медиа-империи Альфреда Гугенберга.

## Участие в выборах
Федеральные выборы (выборы в рейхстаг)
| Выборы                          | Место | Голоса    | %       | Δ (п.п.) | Мандаты    | Δ     | %       | Δ (п.п.) |
| ------------------------------- | ----- | --------- | ------- | -------- | ---------- | ----- | ------- | -------- |
| 1919                            | 4-е   | 3 121 479 | 10,27 % | дебют    | 44 из 423  | дебют | 10,40 % | дебют    |
| 1920                            | 3-е   | 4 249 100 | 15,07 % | ▲4,80    | 71 из 459  | ▲27   | 15,47 % | ▲5,07    |
| 1924, май                       | 2-е   | 5 696 475 | 19,45   | ▲4,38    | 95 из 472  | ▲24   | 20,13 % | ▲4,66    |
| 1924, декабрь                   | 2-е   | 6 205 802 | 20,49 % | ▲1,04    | 103 из 493 | ▲8    | 20,89 % | ▲0,76    |
| 1928                            | 2-е   | 4 381 563 | 14,25 % | ▼6,24    | 73 из 491  | ▼30   | 14,87 % | ▼6,02    |
| 1930                            | 5-е   | 2 457 686 | 7,03 %  | ▼7,22    | 41 из 577  | ▼32   | 7,11 %  | ▼7,76    |
| 1932, июль                      | 5-е   | 2 178 024 | 5,91 %  | ▼1,12    | 37 из 608  | ▼4    | 6,09 %  | ▼1,02    |
| 1932, ноябрь                    | 5-е   | 2 959 053 | 8,34 %  | ▲2,43    | 51 из 584  | ▲14   | 8,73 %  | ▲2,64    |
| Боевой чёрно-бело-красный фронт |       |           |         |          |            |       |         |          |
| 1933, март                      | 5-е   | 3 136 760 | 7,97 %  | ▼0,37    | 52 из 647  | ▲1    | 8,04 %  | ▼0,69    |

Выборы в ландтаг Свободного государства Пруссия
| Выборы                          | Место | Голоса    | %       | Δ (п.п.) | Мандаты    | Δ     | %       | Δ (п.п.) |
| ------------------------------- | ----- | --------- | ------- | -------- | ---------- | ----- | ------- | -------- |
| 1919                            | 4-е   | 1 936 939 | 11,22 % | дебют    | 48 из 401  | дебют | 11,97 % | дебют    |
| 1921                            | 3-е   | 2 957 784 | 18,08 % | ▲6,86    | 75 из 428  | ▲27   | 17,52 % | ▲5,55    |
| 1924                            | 2-е   | 4 355 674 | 23,70   | ▲5,62    | 109 из 450 | ▲34   | 24,22 % | ▲6,70    |
| 1928                            | 2-е   | 3 274 897 | 17,38 % | ▼6,32    | 82 из 450  | ▼27   | 18,22 % | ▼6,00    |
| 1932                            | 5-е   | 1 524 230 | 6,91 %  | ▼10,48   | 31 из 423  | ▼51   | 7,33 %  | ▼10,89   |
| Боевой чёрно-бело-красный фронт |       |           |         |          |            |       |         |          |
| 1933                            | 5-е   | 2 111 049 | 8,85 %  | ▲1,94    | 43 из 423  | ▲12   | 10,17 % | ▲2,84    |

1. ↑  Включая 503 755 голосов и 7 мест по объединённым спискам Немецкой национальной народной партии и Немецкой народной партии в округах 18 (Арнсберг), 22 (Западный Дюссельдорф) и 36 (Тюрингия).
2. 1 2  Альянс Немецкой национальной народной партии с Союзом фронтовиков «Стальной шлем» и Сельскохозяйственной лигой.
3. ↑  Включая 131 950 голосов в округе № 22 (Дюссельдорф 1–5) за объединённый список Немецкой национальной народной партии, Немецкой народной партии и Национальной ассоциации Эссена.